# Юсупбеков, Нодирбек Рустамбекович
Нодирбек Рустамбекович Юсупбеков (род. 7 января 1940 года, Ташкент) — советский и узбекский химик-технолог. Академик АН Узбекистана.

## Биография
Родился 7 января 1940 года в Ташкенте в семье представителей интеллигенции. Отец, Юсупбеков Рустамбек (Рустамбек-домла) — педагог, создавший в 1907 г. методику обучения узбекской грамоте, автор букваря «Таълими аввал» и книги для чтения «Таълими соний». Мать, Юсупова Хабиба, — Заслуженный учитель Узбекистана, мать-героиня, одна из первых женщин-узбечек, удостоенных ордена Ленина.
В 1957 году окончил среднюю школу № 46 Ташкента с преподаванием на русском языке. Мечтал стать хирургом, но последовал советам получить техническое образование и поступил на химико-технологический факультет ТашПИ, который окончил в 1962 году, получив квалификацию инженера-технолога. В институте занимался разработкой автоматических жидкостных плотномеров. На 5-м курсе получил первое авторское свидетельство на изобретение и опубликовал научную статью в журнале Академии наук Узбекской ССР.
Активно участвовал в работе студенческого научного общества, принимал деятельное участие в общественной жизни: в 1961—1963 годах возглавлял студенческую профсоюзную организацию института. С 1962 года — ассистент кафедры «Физическая химия», а с 1963 по 1965 год — аспирант кафедры «Процессы и аппараты химической технологии» ТашПИ.
В январе 1966 года защитил диссертацию на соискание ученой степени кандидата технических наук. В 26 лет занял должность заведующего кафедрой автоматизации и комплексной механизации химико-технологических процессов. В 1967 году присвоено учёное звание доцента по этой кафедре.
В 1970—1973 годы возглавлял Совет молодых ученых Узбекистана.
В 1971 году защитил диссертацию на соискание ученой степени доктора технических наук по теме «Процессы и аппараты кибернетики химико-технологических процессов и систем» и стал одним из самых молодых докторов технических наук в стране. В 1973 году ему присвоено учёное звание профессора по кафедре «Автоматизация химико-технологических процессов и производств».
Его учебники на узбекском языке: «Автоматика и автоматизация производственных процессов» и «Системы управления технологическими процессами» — в 1983 и 1998 годах признаны лучшими учебниками для высших учебных заведений, а его учебник «Основные процессы и аппараты химической технологии» занял в 2004 году третье место на республиканском конкурсе на лучший учебник на узбекском языке.
В 1980—1986 годах — декан факультета «Автоматизированные системы управления» ТашПИ.
В 1989 году, когда из состава Ташкентского политехнического института был выделен Ташкентский машиностроительный институт, избран его первым ректором. В 1991 году, когда на базе Ташкентского машиностроительного институтов и оставшихся факультетов после выделения из состава Ташкентского политехнического института самостоятельных высших учебных заведений (Ташкентский химико-технологического и Ташкентского архитектурно-строительного института) был создан Ташкентский государственный технический университет имени Абу Райхана Беруни, стал его первым ректором.
После образования Государственного комитета по науке и технике Указом Президента Республики Узбекистан в 1992 году назначен первым его председателем. За время работы на этом посту создал систему государственных научно-технических программ. Благодаря его усилиям была образована национальная система защиты интеллектуальной собственности и её республиканский орган — Патентное ведомство.
В 1994 году избран Председателем правления Узбекской ассоциации предприятий химической промышленности «Узхимпром».
За научные достижения и их реализацию на производстве в 1994 году избран членом-корреспондентом, а в 2000 году действительным членом Академии наук Республики Узбекистан.
За вклад в развитие промышленности в 1999 году награждён орденом Дустлик.
В 2001 году назначен ректором ТашХТИ, а в 2004 году перешёл в ТашГТУ на должность зав. кафедрой «Автоматизация производственных процессов».
В 2004 году удостоен Золотой медали Всемирной организации интеллектуальной собственности (ВОИС).
От жены, Нарос Чабиевны, педагога высшей школы, имеет двоих сыновей и дочь.

## Сочинения на русском языке
- Системы управления технологическими процессами в пищевой промышленности [Текст]. — Ташкент : Узбекистан, 1978. — 248 с. : ил.; 20 см.
- Автоматизация технологических процессов производства растительных масел [Текст] / Н. Р. Юсупбеков, Ш. М. Гулямов, А. С. Зиядуллаев. — Ташкент : Узбекистан, 1973. — 215 с. : черт.; 20 см.
- Создание автоматизированных систем управления на химических предприятиях [Текст] : [Сб. статей / Отв. ред. Юсупбеков Н. Р.|. — Навои : ТашПИ, 1979. — 80 с., 4 л. ил. : ил.; 20 см.
- Основы оптимизации экстракционной и ионообменной технологии [Текст] : [Для хим.-технол. специальностей вузов] / Н. У. Ризаев, Н. Р. Юсупбеков, М. М. Юсипов. — Ташкент : Укитувчи, 1975. — 247 с. : ил.; 22 см.
- Системы и управление : Большие системы / Н. Р. Юсупбеков; Отв. ред. В. К. Кабулов. — Ташкент : Фан, 1981. — 148 с. : граф.; 21 см.
- Вычислительные системы и управление производством / Н. Р. Юсупбеков, С. С. Касымов, Ш. М. Гулямов. — Ташкент : Узбекистан, 1984. — 199 с. : схемы; 20 см.
- Проектирование автоматизированных систем управления : [Учеб. пособие] / Н. Р. Юсупбеков, С. С. Касымов. — Ташкент : ТашПИ, 1985. — 95 с. : ил.; 20 см.
- Автоматика и автоматизация производственных процессов : Учеб. для инж.-техн. спец. вузов / Н. Р. Юсупбеков, Б. И. Мухамедов, Ш. М. Гулямов. — Ташкент : Укитувчи, 1982. — 352 с. : ил.; 22 см.
- Управление процессами ферментации с применением микро-ЭВМ / Н. Р. Юсупбеков, А. В. Бабаянц, А. А. Мунгиев, Э. М. Якубов; отв. ред. В. К. Кабулов ; АН УзССР, Узбекское научно-производственное об-ние «Кибернетика». — Ташкент : Фан, 1987. — 199, [1] с. : ил.; 23 см.
- Основы математического моделирования технологических процессов : Учеб. пособие / Н. Р. Юсупбеков; Ташк. политехн. ин-т им. Абу Райхана Беруни. — Ташкент : ТПИ, 1990. — 95 с. : ил.; 20 см.